# NGC 7509
NGC 7509 é uma galáxia  localizada na direcção da constelação de Pegasus. Possui uma declinação de +14° 36' 35" e uma ascensão recta de 23 horas, 12 minutos e 21,3 segundos.
A galáxia NGC 7509 foi descoberta em 8 de Agosto de 1886 por Lewis A. Swift.